# Dasineura dombrovskae
Dasineura dombrovskae är en tvåvingeart som beskrevs av Fedotova 1985. Dasineura dombrovskae ingår i släktet Dasineura och familjen gallmyggor.
Artens utbredningsområde är Kazakstan. Inga underarter finns listade i Catalogue of Life.